# Опенки (Черниговская область)
Опенки (укр. Опеньки) — село в Козелецком районе Черниговской области Украины.
Население 104 человека.
Занимает площадь 0,404 км².
Код КОАТУУ: 7422080604. Почтовый индекс: 17003. Телефонный код: +380 4646.

## Власть
Орган местного самоуправления — Белейковский сельский совет. Почтовый адрес: 17004, Черниговская обл., Козелецкий р-н, с. Белейки, ул. Довженко, 18.